# Ankylostomose (maladie professionnelle)
Cet article décrit les critères administratifs pour qu'une infestation parasitaire, l'ankylostomose, soit reconnue comme maladie professionnelle en France. Pour la description clinique de la maladie se reporter à l'article suivant :

## Législation enFrance

### Régime général
| Fiche Maladie Professionnelle | Fiche Maladie Professionnelle | Fiche Maladie Professionnelle |
| Ce tableau définit les critères à prendre en compte pour qu'une ankylostomose soit prise en charge au titre de la maladie professionnelle                                                                                    | Ce tableau définit les critères à prendre en compte pour qu'une ankylostomose soit prise en charge au titre de la maladie professionnelle | Ce tableau définit les critères à prendre en compte pour qu'une ankylostomose soit prise en charge au titre de la maladie professionnelle |
| Régime Général. Date de création : 11 février 1949 | Régime Général. Date de création : 11 février 1949                                                                                        | Régime Général. Date de création : 11 février 1949                                                                                        |
| Tableau no 28 RG | Tableau no 28 RG | Tableau no 28 RG |
| Ankylostomose professionnelle Anémie engendrée par l'ankylostome duodénal | Ankylostomose professionnelle Anémie engendrée par l'ankylostome duodénal                                                                 | Ankylostomose professionnelle Anémie engendrée par l'ankylostome duodénal                                                                 |
| --- | --- | --- |
| Désignation des Maladies | Délai de prise en charge | Liste indicative des principaux travaux susceptibles de provoquer ces maladies                                                            |
| Anémie, confirmée par la présence de plus de 200 œufs d'ankylostome par centimètre cube de selles, un nombre de globules rouges égal ou inférieur à 3 500 000 par millimètre cube et un taux d'hémoglobine inférieur à 70 %. | 3 mois | Travaux souterrains effectués à des températures égales ou supérieures à 20 °Centigrades.                                                 |
| Date de mise à jour : | | |

### Régime agricole
| Fiche Maladie Professionnelle | Fiche Maladie Professionnelle | Fiche Maladie Professionnelle |
| Ce tableau définit les critères à prendre en compte pour qu'une ankylostomose soit prise en charge au titre de la maladie professionnelle                                                                                | Ce tableau définit les critères à prendre en compte pour qu'une ankylostomose soit prise en charge au titre de la maladie professionnelle | Ce tableau définit les critères à prendre en compte pour qu'une ankylostomose soit prise en charge au titre de la maladie professionnelle                                                                         |
| Régime Agricole. Date de création : 17 juin 1955 | Régime Agricole. Date de création : 17 juin 1955                                                                                          | Régime Agricole. Date de création : 17 juin 1955 |
| Tableau no 2 RA | Tableau no 2 RA | Tableau no 2 RA |
| Ankylostomose professionnelle | Ankylostomose professionnelle | Ankylostomose professionnelle |
| --- | --- | --- |
| Désignation des Maladies | Délai de prise en charge | Liste indicative des principaux travaux susceptibles de provoquer ces maladies |
| Anémie dont l'origine parasitaire est démontrée par la présence de plus de 200 œufs par centimètre cube de selles, d'une diminution égale ou inférieures à 3.500.000 hématies par millimètre cube et 70 % d'hémoglobine. | 3 mois | Travaux agricoles effectués dans les marais, dans les rizières, dans les champignonnières, ou qui ont lieu dans les terrains infectés par les larves, à des températures égales ou supérieures à 20 °Centigrades. |
| Date de mise à jour : | | |

### Données parasitologiques
L’ankylostome est un ver parasite (de la classe des nématodes) qui vit dans le duodénum de son hôte, qui peut être un mammifère comme un chien, un chat, ou un homme.
Le risque le plus caractéristique de l'infection par l'ankylostome est l’anémie, consécutive à la perte de fer (et de protéines) dans l'intestin. Les vers sucent le sang avec voracité et endommagent la muqueuse. Cependant, la perte de sang dans les selles est une perte occulte (qui n’est pas visiblement apparente). L’ Ankylostomiase, ou Ankylostomose également appelée helminthiase, anémie des mineurs , anémie des tunnels, anémie des briquetiers, chlorose égyptienne et en Allemagne Wurmkrankheit, est la maladie provoquée par les ankylostomes. Elle survient quand les ankylostomes, présents en grand nombre, provoquent une anémie par carence en fer à cause du sang voracement sucé à partir des parois intestinales de l’hôte.
Les larves peuvent survivre 6 mois dans le sol humide et les eaux boueuses à température tempérée. Elles ne peuvent de ce fait ne coloniser dans les régions tempérées que les galeries souterraines comme les mines. En France, l'infestation atteignait essentiellement les mineurs provoquant l’anémie des mineurs reconnue maladie professionnelle.

### Historique
Les symptômes maintenant attribués à l'ankylostome apparaissent dans les papyrus de l’Égypte antique (1600 avant Jésus-Christ), décrits comme des troubles caractérisés par l'anémie. Avicenne, un médecin persan du XIe siècle, a découvert le ver chez plusieurs de ses patients et a établi la relation avec leur maladie. Dans les périodes plus récentes, cette affection était notoirement répandue dans l'industrie minière en Angleterre, en France, en Allemagne, en Belgique, sur la péninsule de cap York (au Queensland) et ailleurs.
Dans l’époque moderne, le médecin italien Angelo Dubini fut le découvreur du ver en 1838 après l’autopsie d'une paysanne. Dubini a publié les détails de sa découverte en 1843 et identifié l’espèce nommée A.duodenale. Travaillant dans le système de santé égyptien en 1852 le médecin allemand Theodor Bilharz, poursuivant le travail de son collègue Wilhelm Griesinger, a trouvé ces vers au cours de ses autopsies et a franchi une étape supplémentaire en les reliant aux cas endémiques survenant localement de chlorose, qu’on appellerait probablement aujourd'hui anémie par carence en fer.
Une percée est survenue 25 ans après en suivant une épidémie de diarrhées et d’anémies qui se propageait parmi les ouvriers italiens travaillant sur le tunnel ferroviaire du Saint-Gothard. Dans un article de 1880, les médecins Camillo Bozzolo, Eduardo Perroncito, et Luigi Pagliani ont démontré que la transmission de l'ankylostome était liée au fait que les ouvriers déféquaient à l'intérieur des 15 kilomètres de tunnel, et que beaucoup d’entre eux portaient des chaussures usagées. En 1897, on a établi que la peau était la principale voie de pénétration du parasite et le cycle parasitaire de l'ankylostome a été éclairci. En 1899, le zoologiste américain Charles Wardell Stiles en a apporté la preuve dans les cas survenus dans le sud-est des États-Unis, identifiant « l'anémie pernicieuse progressive » connue dans le Sud des États-Unis comme une maladie provoquée par A.duodenale  et il a également identifié l’autre espèce importante d'ankylostome : Necator americanus en examinant, dans les années 1900, les infestations massives découvertes chez les enfants d’âge scolaire.

### Données médicales
Du point de vue clinique, on distingue les manifestations aiguës dues à la pénétration et la migration des larves :
- dermatite d'invasion : érythème prurigineux de quelques jours aux extrémités des membres
- lésions cutanées (urticaires, plaques prurigineuses, pustules) plus ou moins surinfectées, dues à l'hypersensibilité créée par les infestations multiples : c'est la gourme des mineurs
- manifestations d'irritation des voies respiratoires supérieures (toux, dysphonie, pharyngite, sialorrhée...) : c'est le catarrhe des gourmes
- duodénite : douleurs épigastriques et diarrhées des manifestations chroniques représentées essentiellement par une anémie

La plupart des individus infectés par l'ankylostome sont asymptomatiques (sans symptômes). Généralement, des charges très élevées en parasite associées à une nutrition carencée (apports insuffisants en protéines et en fer) provoquent par la suite une anémie. La maladie a été attribuée aux nématodes (Ankylostoma duodenalis) vers d'un tiers de pouce à un demi pouce de long dans l'intestin principalement par les travaux de Théodore Bilharz et Wilhelm Griesinger en Égypte (1854).
Les symptômes peuvent être liés à l'inflammation de l'intestin irrité par les lésions provoquées par les ankylostomes qui se nourrissent, tels que nausée, douleur abdominale et diarrhée intermittente, ainsi que l'anémie progressive dans la maladie prolongée : appétit capricieux, pica, constipation persistante entrecoupée de diarrhée, palpitations, pâleur de la peau et des muqueuses, fatigue et asthénie, essoufflement et dans certains cas évolution vers une issue mortelle, dysenterie, hémorragies et œdème. Les analyses de sang dans l'infection montrent souvent très tôt une augmentation du nombre de polynucléaires éosinophiles dans le sang, un type de globules blancs qui est préférentiellement stimulé par la présence de vers dans les tissus (un grand nombre d'éosinophiles sont également présents dans la réaction inflammatoire locale). Une baisse du taux d'hémoglobine dans le sang apparaîtra dans les cas d'infection prolongée en relation avec l'anémie.
Contrairement à la plupart des helminthiases intestinales où les charges parasitaires les plus élevées se retrouvent chez les enfants, la prévalence et l'intensité de l'ankylostome peuvent être plus élevées parmi les adultes de sexe masculin. Cette constatation  s'expliquerait par le fait l'infection par l'ankylostome tend à devenir essentiellement professionnelle, de sorte que les ouvriers de plantation, les mineurs de charbon et d'autres groupes maintiennent une forte prévalence de l'infection parmi eux-mêmes en souillant leur environnement de travail. Cependant, dans la plupart des secteurs endémiques, les femmes adultes sont les plus sévèrement affectées par l'anémie, principalement parce qu'elles ont des besoins physiologiques beaucoup plus élevés en fer (menstruations, grossesses répétées), mais également parce que d'habitude ils ont accès à une nourriture beaucoup plus carencée que les hommes. Dans quelques communautés, c'est également ces femmes qui sont le plus fortement sont exposées professionnellement à l'ankylostome, par exemple dans les plantations d’hévéa, où les femmes prélèvent le latex, travaillant nu-pieds, et sans latrines.

### Prévention
Elle repose essentiellement sur des règles d'hygiène élémentaires, installation de latrines pour éviter la dissémination du parasite dans l'environnement et le port de chaussures pour éviter la pénétration à travers la peau des larves contenues dans le sol infesté. 

## Sources spécifiques
- (fr) Tableau N° 28 des maladies professionnelles du régime Général
- (fr) Tableau N° 2 des maladies professionnelles du régime Agricole

## Sources générales
- (fr) Tableaux du régime Général sur le site de l’AIMT
- (fr) Guide des maladies professionnelles sur le site de l’INRS